# Sabará
Sabará est une ville brésilienne qui vit l'intensification du commerce de l'or à partir de 1705.

## Maires
| Période | Période | Identité                     | Étiquette | Qualité |
| ------- | ------- | ---------------------------- | --------- | ------- |
| 2009    | 2012    | William Lúcio Goddard Borges | PV        |         |

## Tourisme

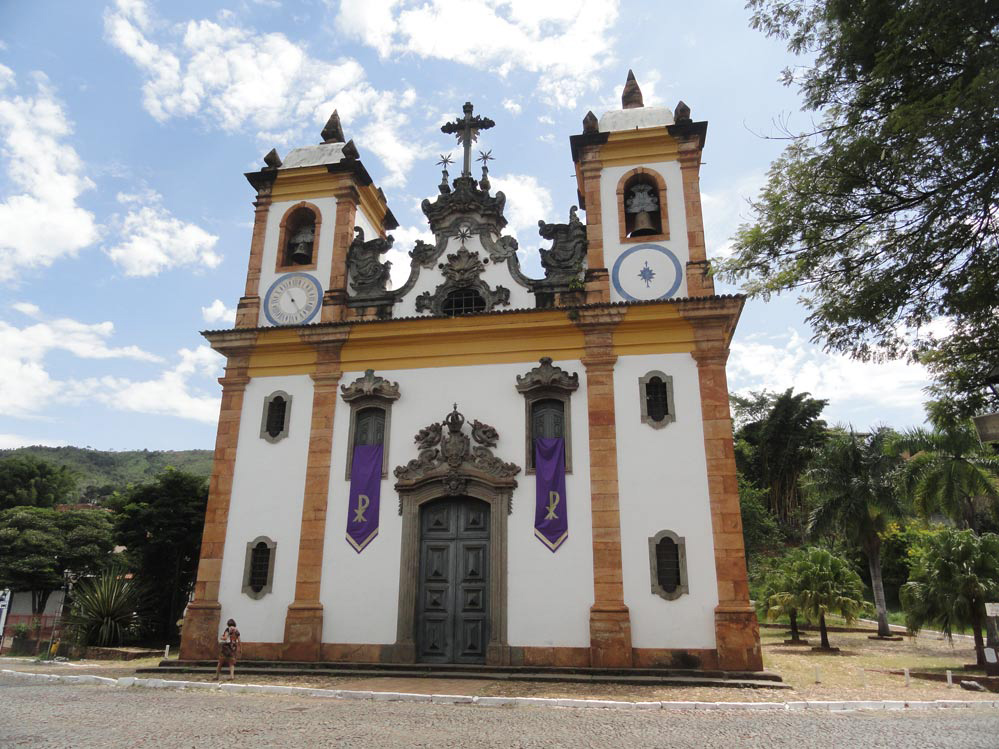
Façade de l'Église Notre-Dame-du-Mont-Carmel.

- Église Notre-Dame-du-Mont-Carmel, sur laquelle a notamment travaillé Aleijadinho